# Peter Molyneux
Peter Douglas Molyneux (Guildford, 5 maggio 1959) è un autore di videogiochi britannico di origini francesi, ricordato come il padre del genere dei God game.
Nel corso della sua carriera, Molyneux è stato a capo dello sviluppo di importanti serie videoludiche, tra le quali si ricordano Populous, Black & White e Fable.

## Biografia
Il giovane Molyneux, dopo essersi appassionato di Pong e aver intrapreso studi universitari di programmazione, iniziò l'attività professionale nei primi anni ottanta con una piccola azienda di vendita di supporti informatici. Con la Vulcan Computing di Guildford realizzò il suo primo videogioco, The Enterpreneur, un simulatore aziendale testuale per BBC Micro, venduto per ordine postale nel 1984. Il gioco fu un completo fallimento commerciale, si dice che vendette solo due copie, una delle quali Molyneux sospetta che fu ordinata da sua madre; oggi è un'opera perduta.
Per un po' accantonò l'idea di diventare uno sviluppatore, finché insieme a un altro giovane imprenditore, Led Edgar, fondò la Taurus Impact Systems, un'azienda di database. In quel periodo Molyneux si dedicò anche a tutt'altra attività, l'importazione di fagioli in salsa.
A metà anni '80 la Taurus fu contattata dalla Commodore, in realtà a causa di un errore, in quanto stavano cercando un'altra azienda informatica dal nome simile, la Torus che era specializzata in software di rete. Molyneux si recò alla sede della Commodore europea, dove gli venne proposto di realizzare il software per collegare in rete i nuovi computer Amiga, e accettò nonostante l'equivoco.
La Taurus riuscì comunque a produrre e vendere il software alla Commodore. In seguito Molyneux e Edgar fondarono la Bullfrog Productions, specializzandosi nei videogiochi.
Il primo gioco a marchio Bullfrog è Fusion del 1988, pubblicato dall'allora emergente Electronic Arts, un tipico sparatutto di moderato successo, ben diverso dai titoli che avrebbero dato fama alla Bullfrog. I veri guadagni arrivarono nel 1989 con Populous, un God game di grande successo, che sebbene non sia il primo gioco di questo tipo, fu senz'altro quello che lanciò definitivamente il genere.
La Bullfrog realizzò altri grandi titoli con Molyneux tra gli sviluppatori, tra cui Populous II, la serie dei Theme, Dungeon Keeper e Magic Carpet. Tuttavia Molyneux acquisì anche la tendenza a fare progetti utopici e promesse eccessive. Spesso parlò con la stampa e il pubblico di giochi rivoluzionari, nella pratica irrealizzabili dalle sue squadre di sviluppatori.
Dopo l'acquisizione di Bullfrog da parte di Electonic Arts, Molyneux divenne anche, per un certo periodo, vicepresidente di quest'ultima.
Nel 1997 lasciò la Bullfrog per fondare la nuova società di sviluppo Lionhead Studios, in seguito divenuta legata alla Microsoft. Il primo titolo Lionhead fu Black & White (2001), altro God game di buon successo, ma in seguito Molyneux come sviluppatore entrò in un lento e costante declino.
Il successivo action RPG Fable (2004), presunta killer application della console Xbox, sebbene fosse un buon titolo, fu ben lontano dalle aspettative rivoluzionarie che aveva creato sulla stampa con lunghi diari di sviluppo. Per i detrattori di Molyneux, Fable è emblematico della sua strategia promozionale fanfarona, fatta di promesse non mantenute.
Il declino continuò con progetti annullati, la fuoriuscita da Microsoft e il caso controverso di Godus (rimasto in accesso anticipato per molti anni).
Nel 2012 Molyneux lasciò la Lionhead e la sua posizione di direttore creativo alla Microsoft Studios Europe per entrare nell'esordiente studio 22cans, fondato da un altro ex Lionhead, Tim Rance, a Guildford. Il motivo, secondo quanto dichiarava Molyneux, era il suo desiderio di passare a un'impresa indipendente, in particolare non legata a produrre seguiti di Fable.
Nel 2021 alla 22cans ci furono dei licenziamenti, ma l'azienda dichiarava che l'attività di sviluppo continuava.

## Riconoscimenti
- 2004: onorato dell'Ordine dell'Impero Britannico per "servizi all'industria dei giochi per computer"[7]
- 2004: entrato nella Hall of Fame della Academy of Interactive Arts & Sciences[7]
- 2007: decorato cavaliere dell'Ordine delle arti e delle lettere francese[7]
- 2007: titolo di Doctor of Science ad honorem all'Università di Southampton[7]
- 2011: premio alla carriera ai Game Developers Choice Awards[8]

## Videogiochi
- The Entrepreneur (1984) (designer/programmatore)

### Bullfrog Productions
Sono inclusi solo i titoli nei quali Molyneux è accreditato in ruoli di sviluppo.
- Fusion (1987) (designer/programmatore)
- Druid II: Enlightenment (1988) (programmatore conversione Amiga)[9]
- Populous (1989) (designer/programmatore/grafica)
- Populous: The Promised Lands (1989), espansione (designer/programmatore)
- Flood (1990) (designer/programmatore)
- Powermonger (1990) (designer/programmatore/produttore)
- Populous II: Trials of the Olympian Gods (1991) (designer/programmatore)
- Syndicate (1993) (produttore)
- Syndicate: American Revolt (1993), espansione (produttore)
- Theme Park (1994) (capo progetto/capo programmatore)
- Magic Carpet (1994) (produttore esecutivo)
- Magic Carpet: The Hidden Worlds (1995), espansione (produttore esecutivo)
- Hi-Octane (1995) (produttore esecutivo)
- Magic Carpet 2 (1996) (designer)
- Dungeon Keeper (1997) (capo progetto/designer)

### Lionhead Studios
- Black & White (2001) (concetto/capo designer/programmatore)
- Fable (2004) (designer)
- Fable: The Lost Chapters (2005), espansione (designer)
- The Movies (2005) (designer esecutivo)
- Black & White 2 (2005) (capo designer)
- The Movies: Stunts & Effects (2006) (designer esecutivo)
- Black & White 2: Battle of the Gods (2006) (capo designer)
- Fable II (2008) (direttore creativo)
- Fable III (2010) (direttore creativo)
- Milo and Kate (ex The Dmitri Project), dimostrativo del Kinect (capo designer)[5]
- Fable: The Journey (2012) (consulente creativo)

### 22cans
- Curiosity - What's Inside the Cube? (2012) (designer)
- Godus (2014)
- The Trail (2017) (designer)